# Ranchos de California

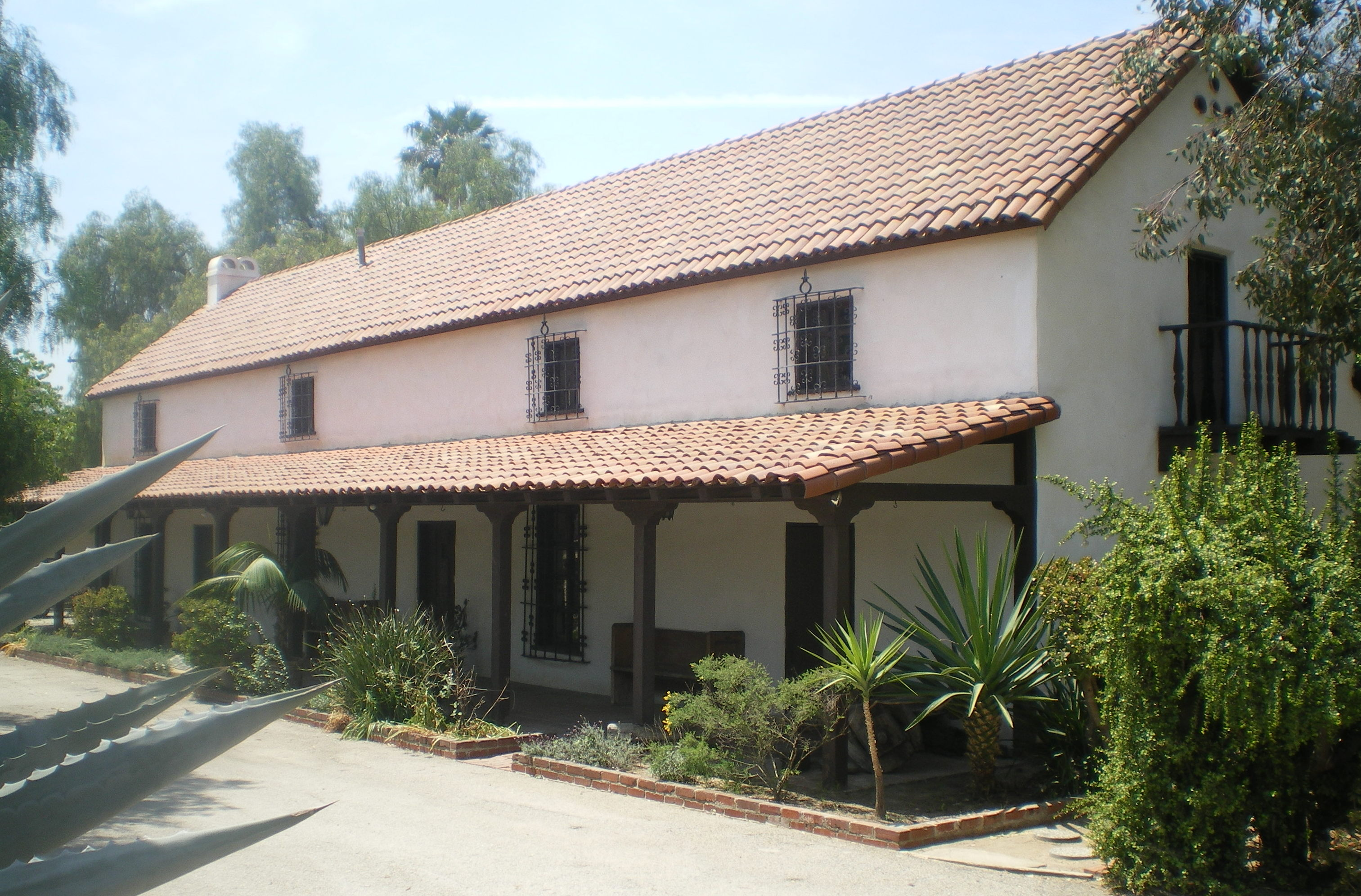
El Rómulo Pico Adobe, ubicado en Mission Hills, Los Ángeles. Construido en 1834 por indígenas tras la secularización, conserva el estilo de arquitectura colonial española en México.

Los gobiernos español y mexicano hicieron muchas concesiones de tierras en Alta California —ahora conocidas como California y Baja California— de 1785 a 1846. Las concesiones de tierras españolas se hicieron a soldados retirados como un incentivo para que permanecieran en la frontera. Estas concesiones volverían a la corona española tras la muerte del destinatario. Posteriormente, el gobierno mexicano alentó el asentamiento mediante la concesión de concesiones de tierras mucho mayores a ciudadanos mexicanos nativos y naturalizados. Las subvenciones generalmente eran de dos o más leguas cuadradas, o 35 kilómetros cuadrados —14 millas cuadradas— de tamaño. A diferencia de las concesiones españolas, las concesiones de tierras mexicanas proporcionaron derechos de propiedad permanentes y sin gravámenes. La mayoría de los ranchos otorgados por México se ubicaron a lo largo de la costa de California alrededor de la Bahía de San Francisco, tierra adentro a lo largo del río Sacramento y dentro del Valle de San Joaquín. 

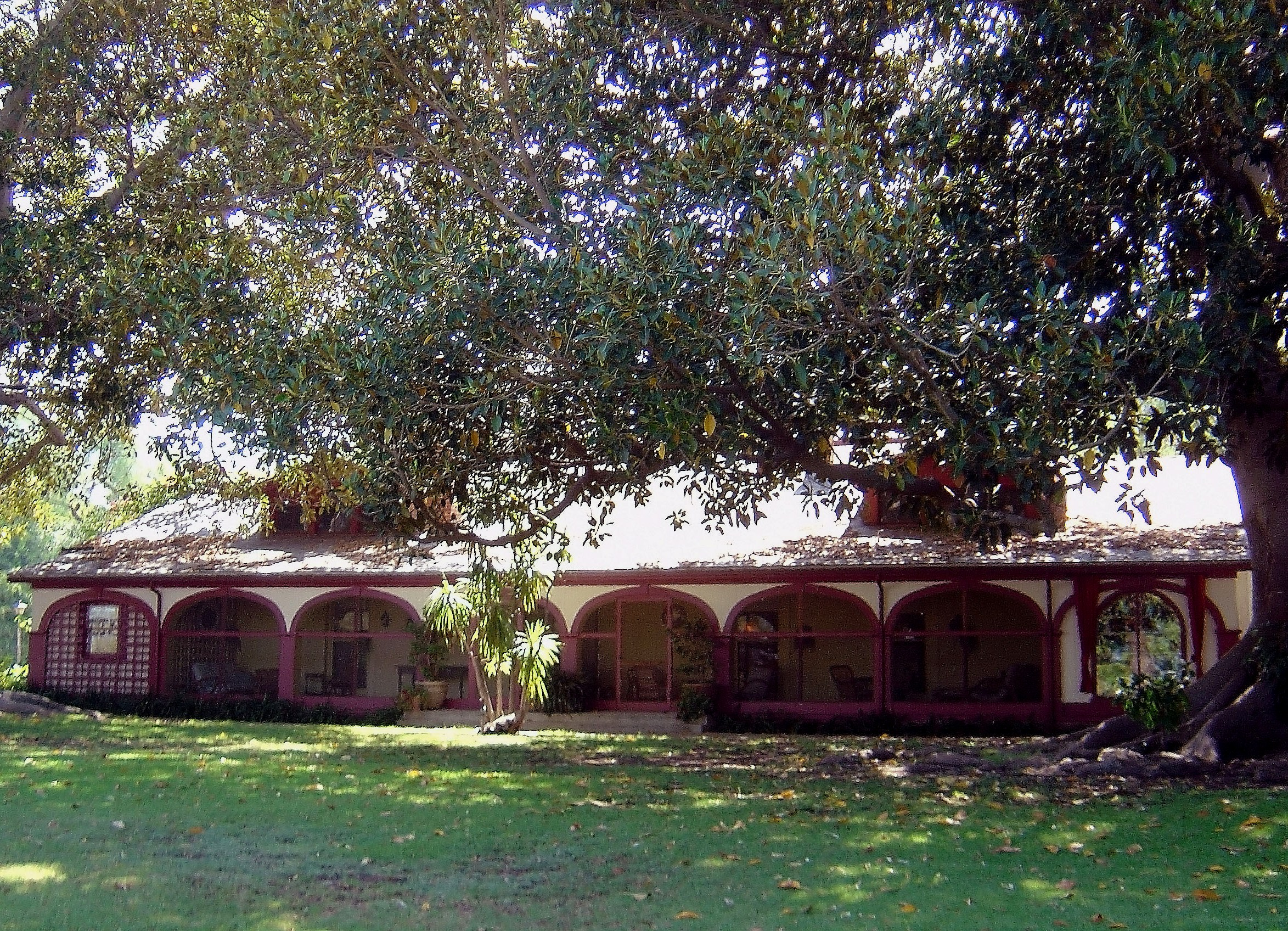
Frente de la casa del Rancho Los Alamitos, ubicado en Long Beach, California. Es de los ranchos mejor preservados de la antigua Alta California.

Cuando el gobierno secularizó las iglesias de la misión en 1833, exigieron que se reservara la tierra para cada familia neófita. Pero los nativos americanos fueron rápidamente ignorados por los californios quienes, con la ayuda de aquellos en el poder, adquirieron las tierras de la iglesia como donaciones. Los pueblos indígenas de las Américas —«indios»— se convirtieron en esclavos virtuales de los rancheros.
España hizo cerca de 30 concesiones entre 1784 y 1821, y México emitió alrededor de 270 concesiones de tierras entre 1833 y 1846. Los ranchos establecieron patrones permanentes de uso de la tierra. Los límites del rancho se convirtieron en la base del sistema de prospección de tierras de California, y se encuentran en mapas modernos y títulos de propiedad. Los «rancheros» —propietarios de ranchos— se modelaron a sí mismos después de la nobleza terrateniente de Nueva España, y se dedicaron principalmente a la cría de ganado vacuno y ovino. Sus trabajadores incluían a nativos americanos que habían aprendido español mientras vivían en una de las antiguas misiones. Los ranchos a menudo se basaban en el acceso a los recursos necesarios para la cría de ganado, como el pastoreo y el agua. El desarrollo de la tierra a partir de ese momento a menudo ha seguido los límites de los ranchos, y muchos de sus nombres todavía están en uso. Por ejemplo, Rancho San Diego es ahora un «suburbio rural» no incorporado al este de San Diego, y Rancho Bernardo es un suburbio en San Diego.

## Período español
Durante el dominio español —1769-1821—, los ranchos eran concesiones de la corona española, lo que permitía el asentamiento y otorgaba derechos de pastoreo en extensiones específicas de tierra, mientras que la corona retuvo el título. El establecimiento en los ranchos fuera de los límites del presidio, la misión y el pueblo comenzó en 1784, cuando Juan José Domínguez recibió el permiso del gobernador español Pedro Fages para pastar su ganado en el Rancho San Pedro de 48 000 acres —190 km². Las concesiones de tierras generalmente se midieron en leguas. Una legua de tierra abarcaría un cuadrado que es una legua española en cada lado, aproximadamente 4 428 acres —1 792 ha—.

## Período mexicano

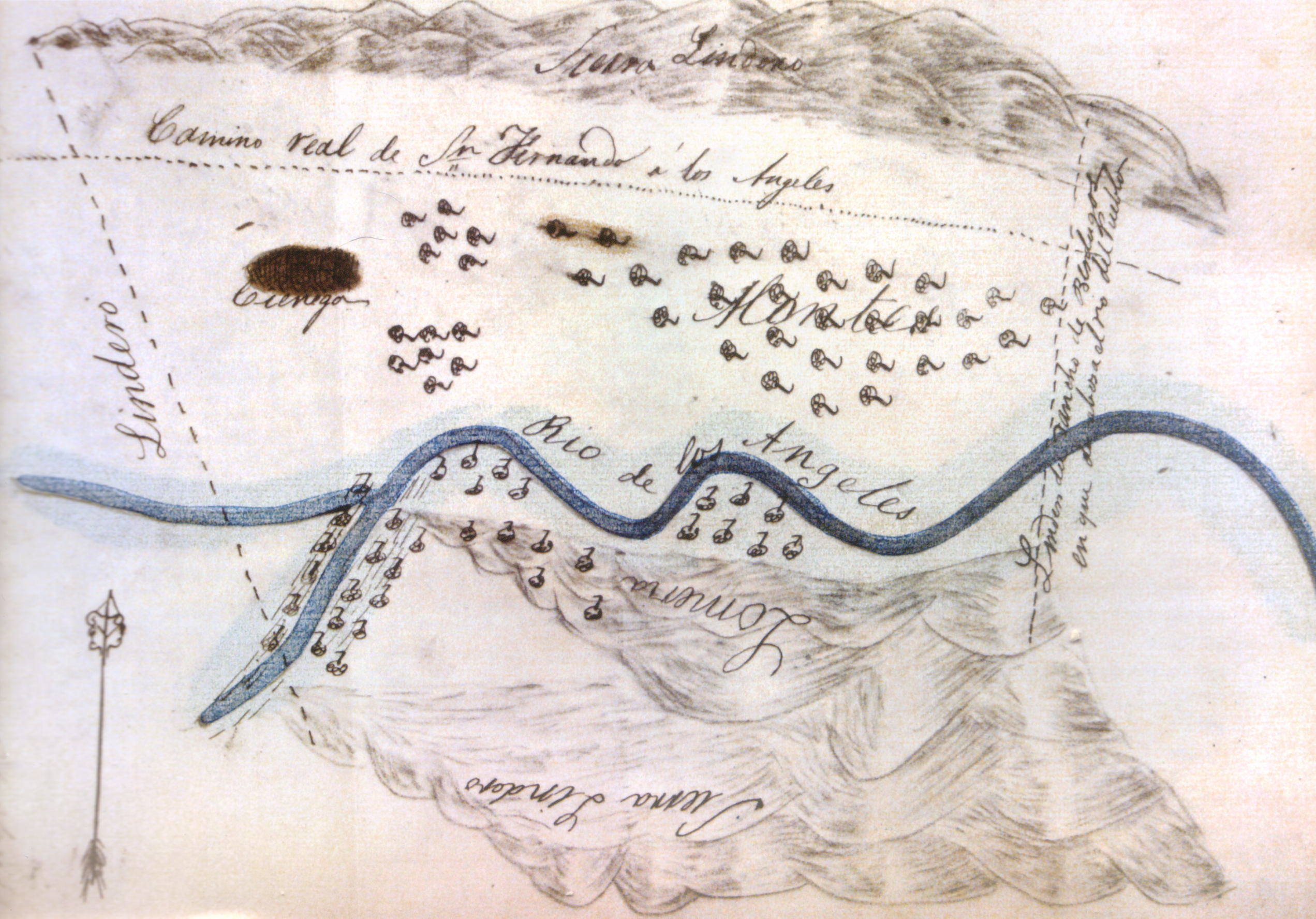
Diseño del Rancho Providencia, en la década de 1840.

Durante la era mexicana —1821-1846—, los beneficiarios recibieron el título legal de la tierra. En 1821, México logró su independencia de España, y California quedó bajo el control del gobierno mexicano. La Ley de colonias mexicanas de 1824 estableció reglas para solicitar subvenciones de tierras en California; y para 1828, las reglas para establecer concesiones de tierras fueron codificadas en el Reglamento Mexicano. Las Leyes buscaron romper el monopolio de la tierra de las misiones y también allanaron el camino para atraer a colonos adicionales a California al facilitar las concesiones de tierras. Los gobernadores mexicanos de Alta California obtuvieron el poder de otorgar tierras estatales, y muchas de las concesiones españolas fueron patentadas bajo la ley mexicana, con frecuencia a «amigos» locales del gobernador.

### Secularización

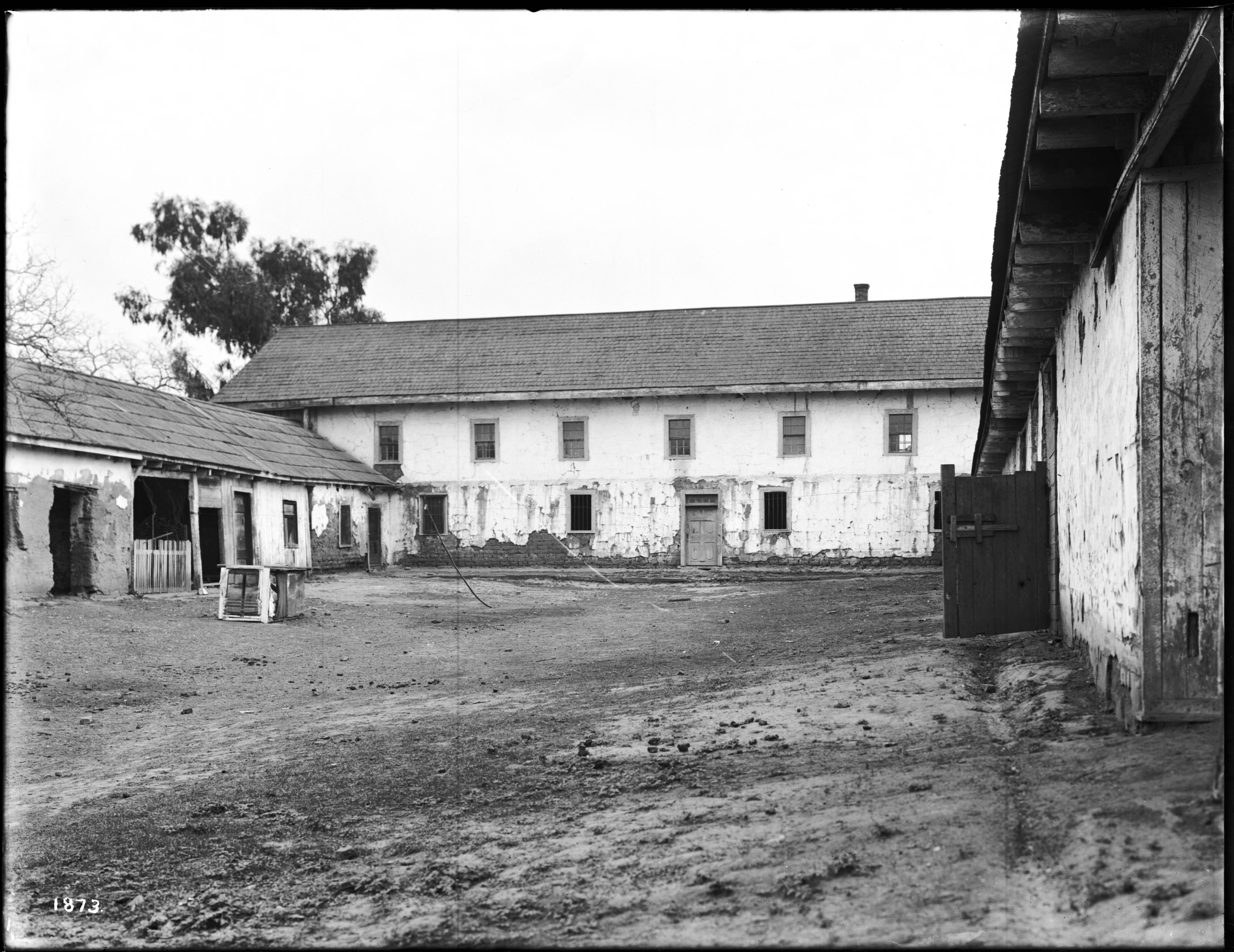
Casa del Rancho Los Cerritos, edificada en 1844.

Soldados, rancheros, granjeros y aquellos en el poder codiciaban las ricas tierras costeras que controlaban las misiones. El gobierno mexicano también temía las misiones que se mantuvieran leales al Papa y a la Iglesia católica en España. En agosto de 1833, el gobierno secularizó todas las misiones y sus valiosas tierras, alrededor de 1 000 000 de acres —400 000 ha— por misión. El gobierno mexicano permitió que los padres mantuvieran solo la iglesia, los cuartos del sacerdote y el jardín del sacerdote. Las tropas del ejército que custodiaban cada misión fueron despedidas.
El gobierno estipuló que la mitad de las tierras y propiedades de la misión se entregarían a los neófitos en concesiones de 33 acres —13 ha— de tierra cultivable junto con tierra «en común suficiente para pastar sus existencias». Una junta de magistrados supervisaría los cultivos y los rebaños de la misión, mientras que la tierra se dividiría en pastos comunales, una parcela de la ciudad y parcelas individuales destinadas a cada familia india. Además, la mitad de los rebaños se dividirían proporcionalmente entre las familias neófitas.
Pero este propósito nunca se logró. En verdad, solo unos pocos indios de Alta California estaban equipados educativa o culturalmente para aceptar la oferta. En cambio, fueron más explotados por los rancheros y en muchos casos se convirtieron en esclavos virtuales. La mayoría de las propiedades de la misión fueron compradas por funcionarios del gobierno o sus amigos adinerados, californios locales, individuos de ascendencia mexicana o española que habían nacido en Alta California.

### Propiedades

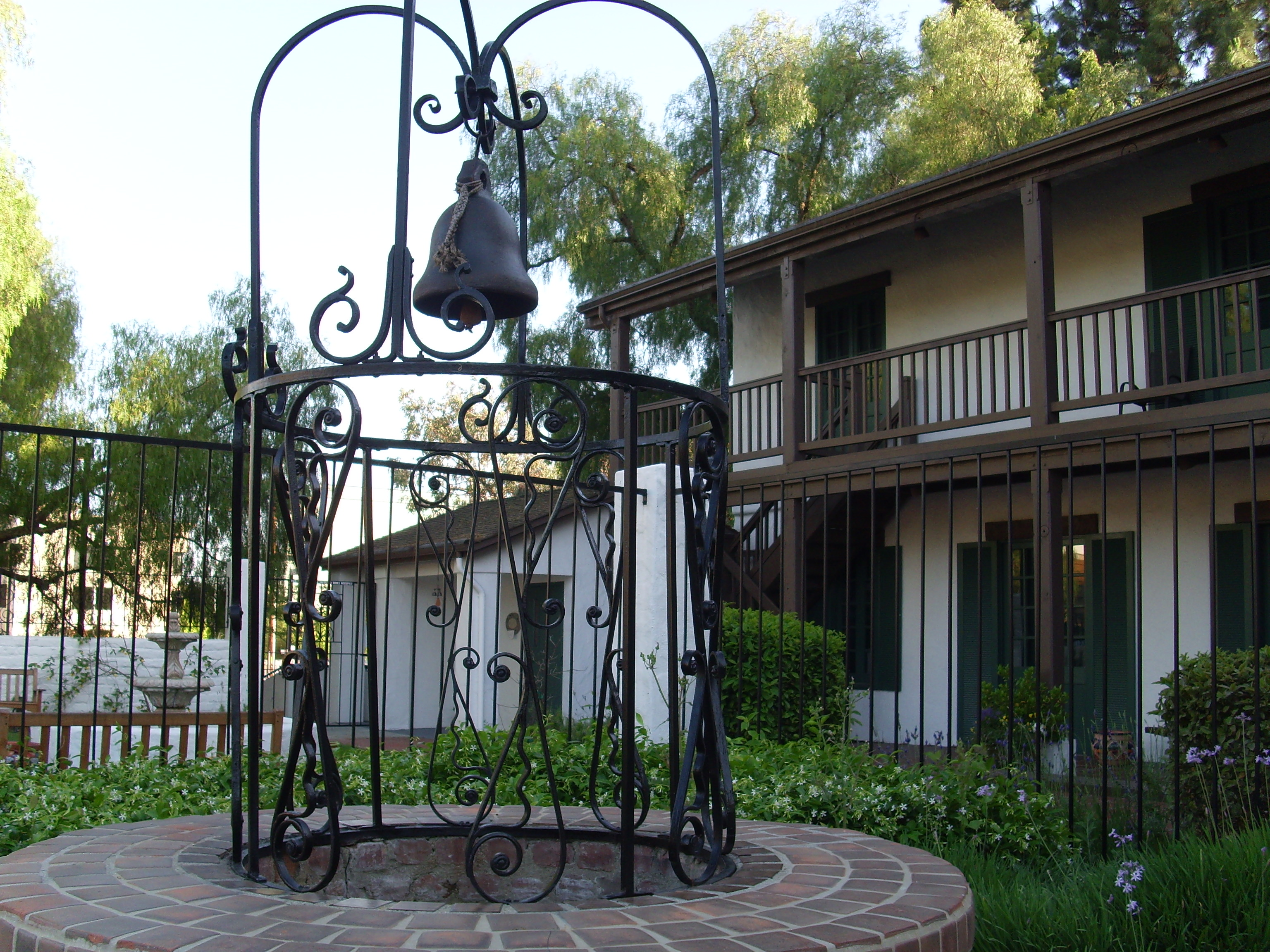
Casa de Salvio Pacheco, erigida en el junio de 1835, perteneciente al Rancho Monte del Diablo.

El número de concesiones de tierras mexicanas aumentó considerablemente después de la secularización. Los antiguos indios de la Misión, liberados del trabajo forzado en las misiones, pero sin tierra propia, y su antigua forma de vida destruida, a menudo tenían pocas opciones. Algunos vivían con tribus indias en el interior, o buscaban trabajo en los nuevos ranchos junto con las tropas anteriormente asignadas a cada misión. A veces se congregaban en rancherías —áreas habitadas cerca de una hacienda— donde se desarrollaba una cultura indígena española y mestiza.
Para 1846, las tierras de la misión y su ganado habían pasado a manos de 800 propietarios privados llamados rancheros. Poseían colectivamente 800 000 000 acres —320 000 000 ha— de tierra, aproximadamente un octavo del estado futuro, en unidades que varían en tamaño desde 4 000 acres —1 000 ha— hasta 50 000 acres —20 000 ha—. Las pieles producidas principalmente para el mercado mundial del cuero y dependían en gran medida de la mano de obra india. Atados al rancho por peonaje, los nativos americanos fueron tratados como esclavos. Los nativos americanos que trabajaban en los ranchos murieron al doble que los esclavos del sur.
Los límites de los ranchos mexicanos eran provisionales. El nuevo propietario debía completar una encuesta legal que estableciera y marcara los límites. Incluso si se completa, el 'diseño' resultante, un mapa en relieve áspero, dibujado a mano, a menudo solo define vagamente las líneas de límite.

## Período estadounidense
La guerra entre México y Estados Unidos comenzó el 13 de mayo de 1846 con una declaración de guerra de los Estados Unidos de América. La acción en California comenzó con la rebelión de la Bandera del Oso el 15 de junio de 1846. El 7 de julio de 1846, las fuerzas estadounidenses tomaron posesión de Monterrey, la capital de California, y terminaron la autoridad y jurisdicción de los funcionarios mexicanos ese día. La resistencia armada terminó en California con el Tratado de Cahuenga firmado el 13 de enero de 1847. El Tratado de Guadalupe Hidalgo, que puso fin a la guerra, se firmó el 2 de febrero de 1848 y California se convirtió en un Territorio de los Estados Unidos. Entre 1847 y 1849, California fue dirigida por el ejército de los EE. UU. Una convención constitucional se reunió en Monterrey en septiembre de 1849 y estableció un gobierno estatal. Funcionó durante 10 meses antes de que California fuera admitida en la Unión como el estado 31° por el Congreso de los Estados Unidos, como parte del Compromiso de 1850, promulgado el 9 de septiembre de 1850.

### Fiebre del oro
Mientras que a fines de la década de 1840 se cerró el control mexicano sobre Alta California, este período también marcó el comienzo de la mayor prosperidad de los rancheros. El ganado había sido criado principalmente por sus pieles y sebo, ya que no había mercado para grandes cantidades de carne, especialmente en los días previos a la refrigeración, ferrocarriles o producción de hielo. La demanda cambió drásticamente con el inicio de la fiebre del oro, ya que miles de mineros y otros buscadores de fortuna inundaron el norte de California. Estos recién llegados necesitaban carne, y los precios del ganado se dispararon con la demanda. Los rancheros disfrutaron los días felices de la California hispana.

### Reclamaciones de tierras
El Tratado de Guadalupe Hidalgo dispuso que las concesiones de tierras mexicanas serían honradas. Para investigar y confirmar títulos en California, los funcionarios estadounidenses adquirieron los registros provinciales de los gobiernos español y mexicano en Monterrey.

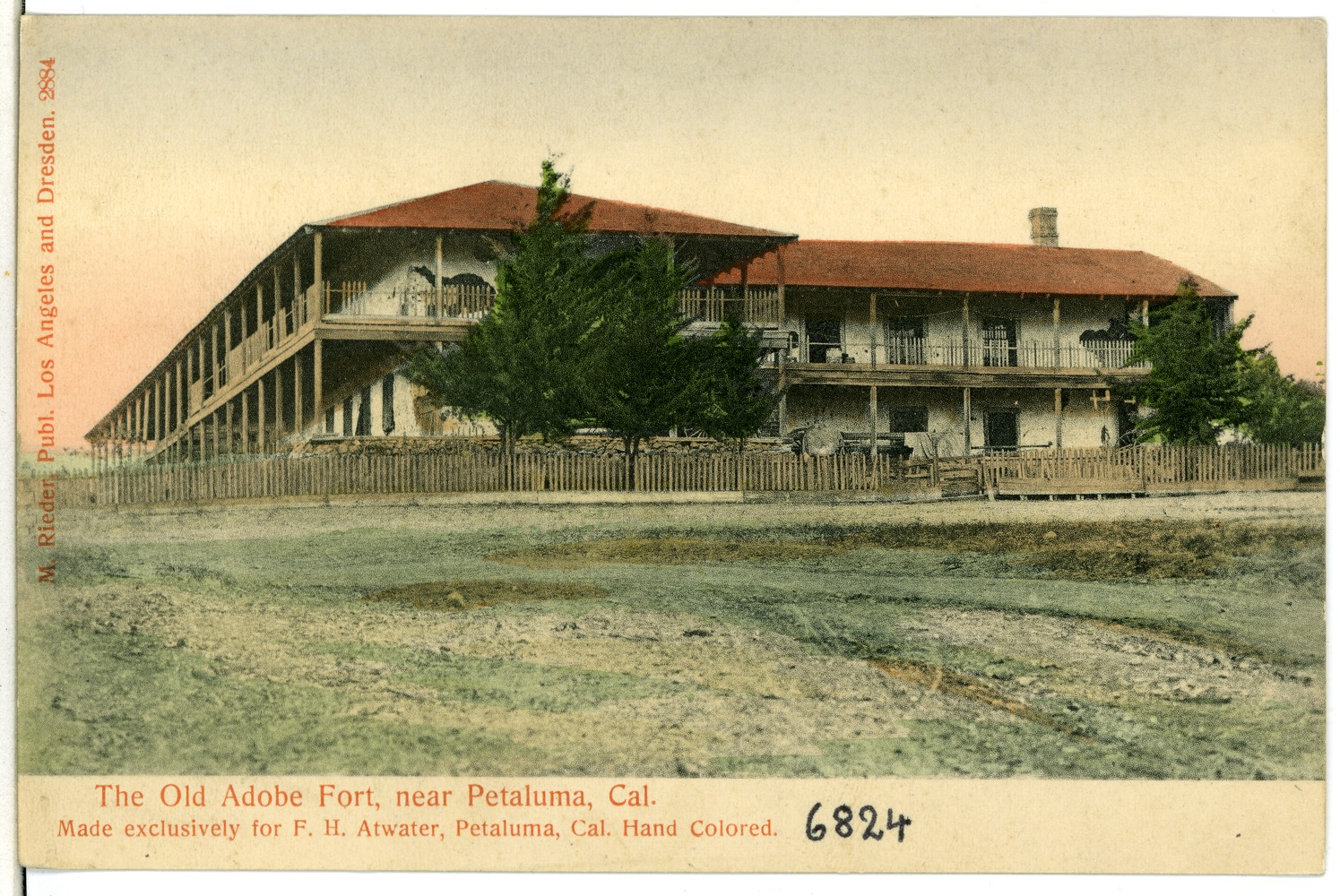
Postal de 1905 del Rancho Petaluma, cuya construcción inició en 1834 y finalizó en 1857. En la actualidad está preservado por el Petaluma Adobe State Historic Park.

Los líderes del nuevo estado pronto descubrieron que el gobierno mexicano había otorgado varias subvenciones justo antes de que los estadounidenses tomaran el control. Los gobernadores mexicanos habían recompensado a los fieles seguidores y esperaban evitar que los nuevos inmigrantes obtuvieran el control de la tierra. Patrocinada por el senador de California William M. Gwin, en 1851 el Congreso aprobó una «ley para determinar y resolver las reclamaciones de tierras privadas en el estado de California». La ley requería que todos los titulares de concesiones de tierras españolas y mexicanas presentaran sus títulos para su confirmación ante la Junta de Comisionados de Tierras de California. Contrariamente al Tratado de Guadalupe Hidalgo, esta ley coloca la carga de la prueba del título sobre los propietarios. Los beneficiarios debían probar la validez de las subvenciones que habían recibido y establecer sus límites exactos. Los diseños disponibles eran a menudo imprecisos. La tierra había tenido poco valor hasta la fiebre del oro y las ubicaciones de los límites eran a menudo bastante vagas, en referencia a un roble, un cráneo de vaca en un montón de rocas, un arroyo y, en algunos casos, una cadena montañosa. Las 588 subvenciones otorgadas por las autoridades españolas y mexicanas en California entre 1769 y 1846 abarcaron más de 8 850 000 acres —3 000 000 ha—, o casi 14 000 millas cuadradas —36 000 km²—.
Incluso en los casos en que los límites eran más específicos, muchos marcadores habían sido destruidos antes de que se pudieran hacer encuestas precisas. Además de las líneas de inspección indefinidas, la Comisión de Tierras tuvo que determinar si los beneficiarios habían cumplido los requisitos de las leyes de colonización mexicanas. Si bien la Comisión de Tierras confirmó 604 de las 813 reclamaciones que revisó, la mayoría de las decisiones fueron apeladas ante el Tribunal de Distrito de los EE. UU. y algunas ante la Corte Suprema. El proceso de confirmación requirió abogados, traductores y agrimensores, y tomó un promedio de 17 años —incluida la guerra civil, 1861-1865— para resolver. Resultó costoso para los terratenientes defender sus títulos a través del sistema judicial. En muchos casos, tuvieron que vender una parte de sus tierras para pagar los honorarios de defensa o entregaron tierras a los abogados en concepto de pago.
Las reclamaciones de tierras españolas y mexicanas rechazadas resultaron en reclamaciones conflictivas por parte de los beneficiarios, ocupantes ilegales y colonos que buscaban la misma tierra. Esto dio lugar a que se ejerciera presión sobre el Congreso para que cambiara las reglas. Conforme a la Ley de aprobación previa de 1841, los ocupantes ilegales pudieron adelantarse a las reclamaciones de otros sobre partes de la tierra y adquirir un título claro al pagar $ 1.25 por acre por un máximo de 160 acres (0.65 km²). La tierra de los títulos rechazados por los tribunales se convirtió en parte del dominio público y disponible para los propietarios después de que se aprobara la primera Ley de Asentamientos Rurales de 1862, lo que permitió a cualquiera reclamar hasta 160 acres (0,65 km²). Esto dio lugar a una presión adicional sobre el Congreso, y comenzando con Rancho Suscol en 1863, aprobó leyes especiales que permitieron a ciertos reclamantes adelantarse a sus tierras sin importar la superficie cultivada. Para 1866, este privilegio se extendió a todos los propietarios de reclamos rechazados.
Varios ranchos permanecieron total o parcialmente en la franja de territorio de Alta California que dejó México por el Tratado de Guadalupe Hidalgo, que luego se convirtió en parte de Baja California. Rancho Tía Juana —parcialmente en el condado de San Diego, California— perdió su reclamo de titularidad de sus tierras en el condado de San Diego, pero el gobierno mexicano confirmó el equilibrio del rancho en la década de 1880. Rancho El Rosario, Rancho Cueros de Venado y Rancho Tecate fueron otorgados a ciudadanos de San Diego en la década de 1820 o 1830 y yacían completamente en lo que ahora es Baja California como era el Rancho San Antonio Abad, cuyo origen y título son más oscuros. Sus títulos nunca fueron objeto de disputa en los tribunales estadounidenses.

### Desintegración
Los rancheros se volvieron ricos en tierras y pobres en efectivo, y la carga de intentar defender sus reclamos a menudo era financieramente abrumadora. Los concesionarios perdieron sus tierras como resultado del incumplimiento de la hipoteca, el pago de honorarios de abogados o el pago de otras deudas personales. La tierra también se perdió como resultado del fraude. Una fuerte caída en los precios del ganado, las inundaciones de 1861-1862 y las sequías de 1863-1864 también obligaron a muchos de los rancheros demasiado extendidos a vender sus propiedades a los estadounidenses. A menudo subdividieron rápidamente la tierra y la vendieron a nuevos colonos, que comenzaron a cultivar parcelas individuales.
Un cambio en el dominio económico de la agricultura de granos sobre la cría de ganado estuvo marcado por la aprobación de la «Ley de No Cerca» de California de 1874. Esto derogó la Ley de Traspaso de 1850, que había requerido que los agricultores protegieran sus campos plantados del campo libre vacas. La derogación de la Ley de Intrusos requería que los ganaderos cerraran el ganado, en lugar de que los granjeros cerraran el ganado. Los ganaderos se enfrentaban ya sea con el alto costo de cercar grandes extensiones de pastoreo o vender su ganado a precios ruinosos.

### Legado

Casa del Rancho Santa Maria de Los Peñasquitos, San Diego, construida en 1824 durante el período mexicano.

Los ranchos establecieron patrones de uso de la tierra que todavía son reconocibles en la California contemporánea. Muchas comunidades aún conservan su nombre de rancho español. Por ejemplo, Rancho Peñasquitos, la primera concesión de tierras por parte de los españoles en el condado actual de San Diego, ahora es un suburbio dentro de la ciudad de San Diego. Las comunidades modernas a menudo siguen los límites originales del rancho, en función de características geográficas y líneas rectas abstractas. Hoy en día, la mayoría de las subvenciones originales de rancho han sido desmanteladas y vendidas para convertirse en suburbios urbanos y rurales. Un número muy pequeño de ranchos todavía son propiedad de descendientes de los propietarios originales, conservan su tamaño original o permanecen sin desarrollar.